# Pterogorgia antillarum
Pterogorgia antillarum är en korallart som beskrevs av Bielschowsky 1918. Pterogorgia antillarum ingår i släktet Pterogorgia och familjen Gorgoniidae. Inga underarter finns listade i Catalogue of Life.